# Front Mission: Alternative
Front Mission: Alternative (яп. フロントミッションシリーズ) — стратегия в реальном времени про боевых роботов, действия которой разворачиваются во вселенной Front Mission. Игра была выпущена в 1997 году компанией Squaresoft для приставки PlayStation и не издавалась нигде, кроме как в Японии. Отличительной чертой этой части серии является отказ от привычной тактически-ролевой системы в угоду увеличения общей динамики и реалистичности. Кроме того, в этой игре описывается хронологически самый ранний временной период, когда ванзеры впервые стали использоваться в открытых военных конфликтах. Язык интерфейса японский, однако присутствует опция перевода основных меню на английский язык.

## Игровой процесс
Вся сюжетная линия разделена на 30 обособленных миссий, и целью игры является поочерёдное их прохождение. Миссии жёстко ограничены во времени, на прохождение каждой отведено всего лишь 30 минут, но этого, как правило, хватает. Во время сражения игроку позволяется управлять несколькими отрядами ванзеров (больших боевых роботов), которые он волен посылать в любые из имеющихся на карте локаций. Как только отряд игрока встречается с управляемым искусственным интеллектом отрядом противника, происходит битва, в которой побеждает более сильная группировка. Так же, как и во всех остальных играх линейки Front Mission, здесь присутствует возможность конструирования своих собственных машин, и от этого порой зависит исход той или иной схватки.

## Сюжет
Действия игры разворачиваются на территории Африки в 2034 году и описывают конфликт правительства крупнейшего военного союза с террористической группировкой местных партизан. Несколько приезжих персонажей, собирая ванзеры и разрабатывая хитроумные стратегические ходы, будут бороться с террористической организацией и защищать мирное население страны. В игре присутствуют пять совершенно разных концовок, и, чтобы их все посмотреть, придётся переживать сюжетные события несколько раз. К сожалению, из-за преобладания в диалогах героев японской речи понять что-либо из описываемой истории проблематично для игроков, не знакомых с японским языком.